# Мора Сан Бернардо (Кунео)
Мора Сан Бернардо је насеље у Италији у округу Кунео, региону Пијемонт.
Према процени из 2011. у насељу је живело 32 становника. Насеље се налази на надморској висини од 538 м.